# Svoříž
Svoříž (německy Sworschisch) je malá vesnice, část města Jistebnice v okrese Tábor v Jihočeském kraji. Nachází se asi 3,5 kilometru jihozápadně od Jistebnice. Svoříž je také název katastrálního území o rozloze 2,32 km².

## Historie
První písemná zmínka o vesnici pochází z roku 1379.

## Obyvatelstvo
| Rok            | 1869 | 1880 | 1890 | 1900 | 1910 | 1921 | 1930 | 1950 | 1961 | 1970 | 1980 | 1991 | 2001 | 2011 | 2021 |
| -------------- | ---- | ---- | ---- | ---- | ---- | ---- | ---- | ---- | ---- | ---- | ---- | ---- | ---- | ---- | ---- |
| Počet obyvatel | 132  | 146  | 137  | 117  | 121  | 124  | 119  | 89   | 90   | 69   | 66   | 56   | 44   | 46   | 47   |
| Počet domů     | 20   | 22   | 24   | 24   | 23   | 22   | 22   | 23   | 20   | 19   | 17   | 22   | 23   | 24   | 25   |

## Obecní správa
Při sčítání lidu v letech 1850–1879 Svoříž byla osadou obce Drahnětice v okrese Sedlčany. V letech 1880–1960 byla samostatnou obcí, se kterým patřila nejprve do okresu Sedlčany, ale od roku 1880 v okrese Tábor. V letech 1961–1980 byla částí obce Božejovice v okrese Tábor. Od 1. července 1980 jsou částí města Jistebnice v okrese Tábor.

## Galerie

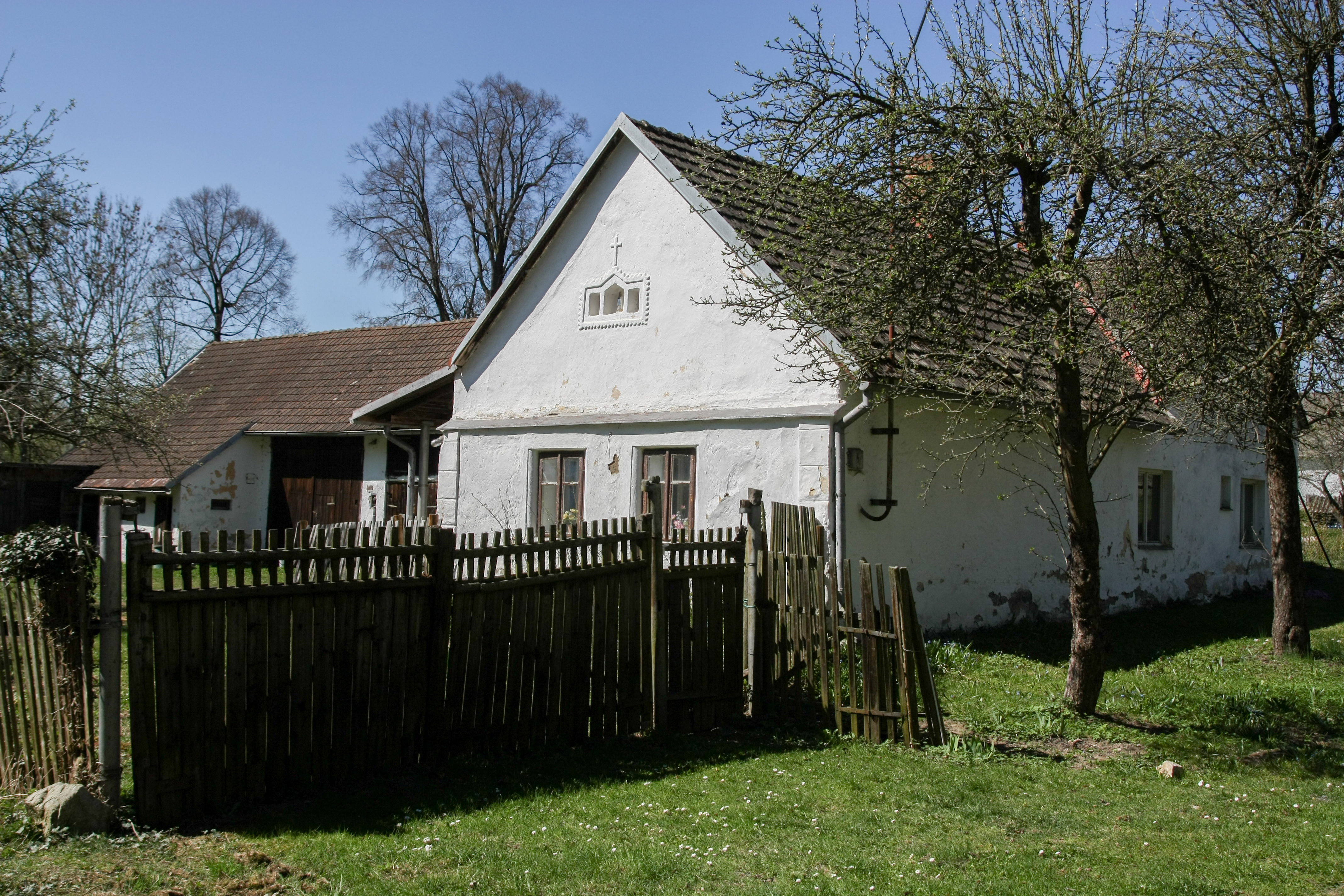
Usedlost (2019)
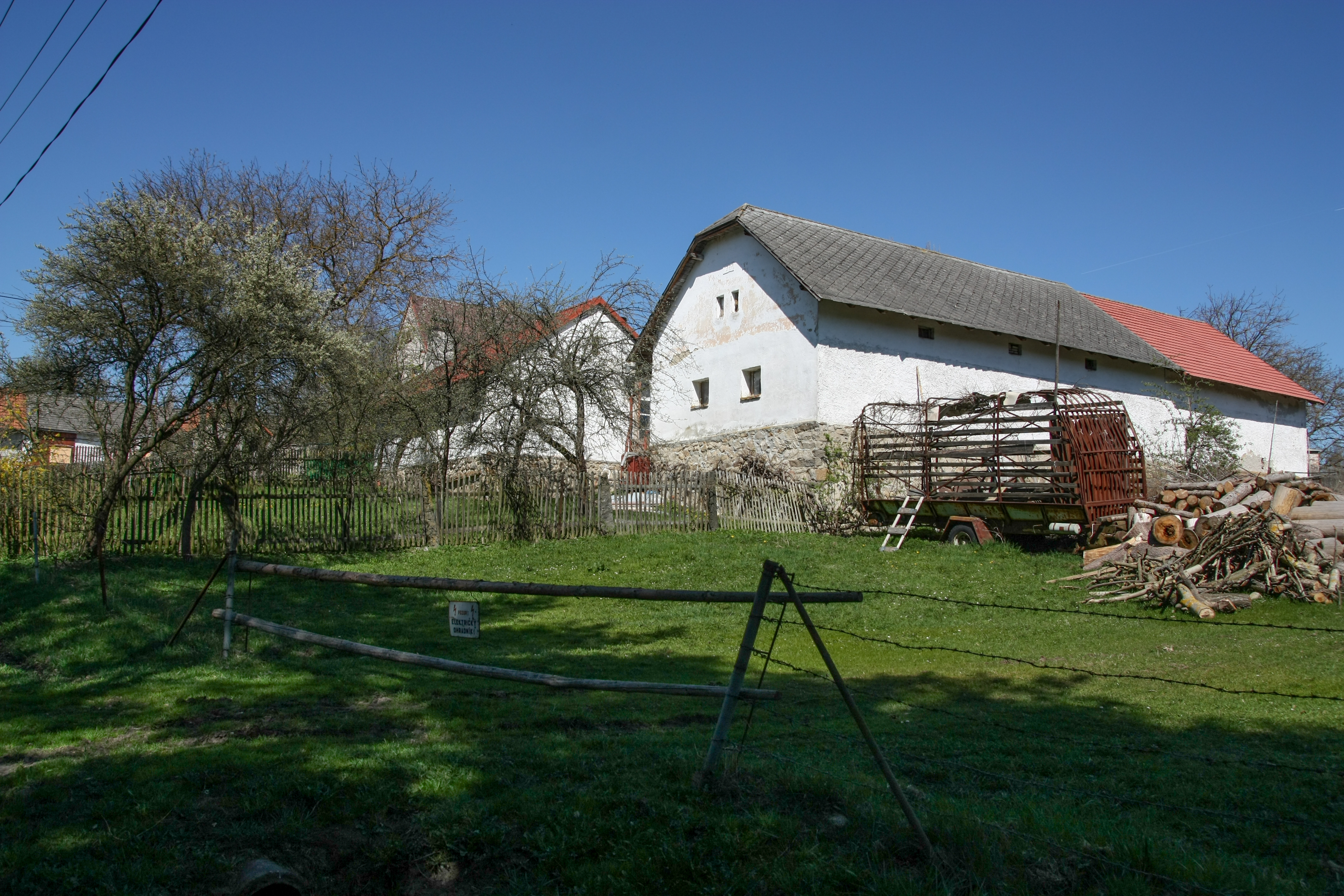
Domy (2019)
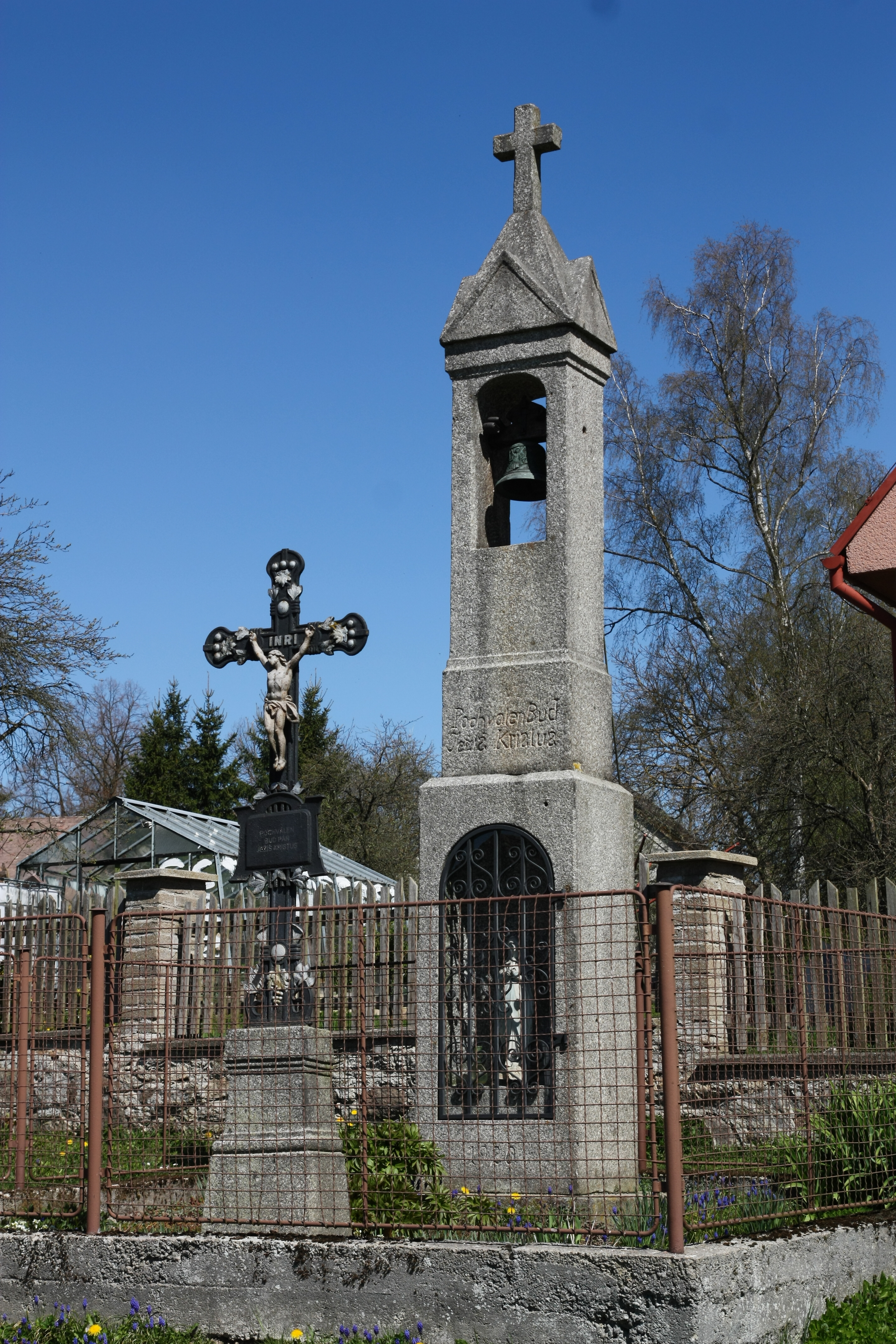
Zvonička a křížek (2019)